# Trichophagia
Trichophagia (tiếng Hy Lạp: τριχοφαγία, trong đó τρίχα, tricha, là "tóc" và φάγειν, phagein, là "ăn") hay hội chứng nghiện ăn tóc là việc ăn tóc không kiểm soát, lâu dần thành nghiện dù rằng cơ thể người không có khả năng tiêu hóa chúng. Trong một số trường hợp đặc biệt, lượng tóc ăn vào quá lớn có thể dẫn tới trichobezoar (bóng tóc). Trichophagia cũng có liên quan tới chứng trichotillomania (bứt tóc).

## Dấu hiệu và triệu chứng
Bệnh nhân mắc chứng trichophagia thường ăn tóc mà mình tự bứt ra - phần lớn là đuôi tóc, hoặc cả sợi. Số lượng tóc ăn có thể tích tụ trong ruột bệnh nhân (phụ thuộc vào triệu chứng) gây ra khó tiêu và đau bụng. Thói quen phổ biến của bệnh nhân: chạm đuôi tóc vào môi, nếm tóc rồi nhai và nuốt.  

## Cảnh báo
Hội chứng Rapunzel - dạng đặc biệt của "bóng tóc" (trichobezoar) với đuôi của quả bóng nằm trong ruột, có thể dẫn tới tử vong nếu bị chẩn đoán sai. Trong một số ca, bệnh nhân cần được phẫu thuật để loại bỏ quả bóng tóc; một quả bóng tóc nặng khoảng 4,5 kg đã được phẫu thuật loại bỏ khỏi bụng một bệnh nhân nữ 18 tuổi mắc trichophagia 

## Lịch sử
Trichophagia thường được miêu tả trong y học là triệu chứng hiếm gặp của chứng Trichotillomania vì chưa có nhiều nghiên cứu mặc dù trong thế kỷ 18, bác sĩ người Pháp M. Baudamant phát hiện ra một bệnh nhân nam 16 tuổi với trichobezoar.